# Hans Lewerenz
Hans Georg Lewerenz (ur. 21 maja 1915 w Stargardzie, zm. 3 lutego 2006 w Kulmbach) – niemiecki malarz, grafik i rzeźbiarz.

## Życiorys
Hans Lewerenz urodził się jako ostatnie z sześciu dzieci mistrza rusznikarskiego Richarda Lewerenza ze Stargardu. Uczęszczał tam do gimnazjum im. Gröninga, gdzie dzięki nauczycielowi wychowania plastycznego, artyście Hansowi Schwarzer´owi,  poznawał ówczesne tendencje panujące w sztuce po zakończeniu I wojny światowej.

### Okres berliński 1936-1943
Hans Lewerenz został przyjęty dzięki stypendium prowincji Pomorze do Akademii Sztuk Pięknych w Berlinie. Stał się on najlepszym uczniem w klasie Paula Plontke i Graharda Ulrich´a.

### II wojna światowa
Od pierwszego dnia II wojny światowej Hans Lewerenz walczył jako żołnierz na różnych frontach. Potworne rozmiary zniszczeń, narodowosocjalistyczny terror i wszechobecność śmierci, strata przyjaciół, szczególnie w sowieckiej niewoli do 1947 roku, ukształtowały jego odczucia i z nich wynikające bajkowe światy. Do tego przyczyniła się też zagłada własnej rodziny przez wypędzenie i naloty bombowe. Bomba, która trafiła w dom rodziców w Szczecinie, zniszczyła oprócz pamiątek rodzinnych także większą część wcześniejszych dzieł. Użycie bomby atomowej stało się częstym tematem późniejszych prac Lewerenza.

### Kulmbach 1947-1960
Po zakończeniu wojny i powrocie z niewoli udało się Hansowi Lewerenz ponownie nawiązać kontakt z przyjaciółmi z wcześniejszego okresu berlińskiego. Architekt Fritz Kerling, współpracownik Heinricha Presse i serdeczny przyjaciel artysty, sprowadził go w burzliwym okresie powojennym do frankońskiego miasta Kulmbach. Także przyjaźnie z architektem Josefem Lorenz, budowniczym kościoła św. Kunegundy w Bambergu oraz z artystą stylu Bauhaus Egonem Engelien umożliwiły intensywną kontynuację rozpoczętej przed wybuchem wojny twórczej konfrontacji z tendencjami w sztuce lat 20. XX wieku. Jednakże tendencje społeczne związane z teoriami Hansa Sedlmayera wyznaczyły ścisłe granice utopijnym  założeniom. Małżeństwo z Brigittą Lewerenz przyniosło dwóch synów.

### Bonn 1960–1961
Pod wpływem Bruno Friedrich i Karla Herold, późniejszego Sekretarza Stanu w Federalnym Ministerstwie ds. Stosunków Wewnątrzniemieckich stało się jasne dla Lewerenza, że pozyskane doświadczenia z narodowosocjalistycznego terroru, wojny i niewoli wojennej, jeżeli miałyby przynieść pozytywne skutki dla społeczeństwa, wymagają lepszych kontaktów z decydentami politycznymi. Nawiązał on zatem kontakt z Erich´em Ollenhauerem, który zdołał go namówić do wspólnej walki po stronie SPD, także przy udziale Gerhard´a Zwerenza, przeciwko rządowi Konrada Adenauera w nadchodzących wyborach federalnych. Tendencje w kierownictwie SPD, które znalazły ujście w ideologii roku 1968, doprowadziły w końcowym efekcie do odejścia Ollenhauera. Pozbawiony jego wsparcia i zniechęcony oportunizmen swoich współtowarzyszy, był Lewerenz wystawiony na liczne ataki i odwrócił się od polityki.

### Kulmbach 1962-1975
Po powrocie do Kulmbach znalazł Lewerenz innych mecenasów. Tam też dzięki wygranym konkursom w ramach daleko idących programów budowlanych lat 60. i 70. XX wieku zdołał wnieść swoją sztukę do nowoczesnej architektury owych lat. Konsekwentnie  używał w architekturze użytkowej kolaży materiałowych i instalacji przestrzennych inspirowanych duchem Bauhausu. Także w malarstwie powiodło mu się w tej fazie artystycznej przejście do nowych tematów i technik, które jednakże w konfrontacji z filozofią Martina Heidegerr i Carla Gustava Jung uległy stopniowemu zaszyfrowaniu. Do tego przyczyniły się też intensywne przyjaźnie z Helmutem Bruck, pilotem bojowym z okresu wojny odznaczonym najwyższymi odznaczeniami, który radykalnie odwrócił się od wszelakiego militaryzmu, jak i z późniejszym biskupem krajowym Kościoła Ewangelickiego Bawarii Hermannem von Loewenich. Tematy upadek i odkupienie zostały przy pokonywaniu problemów technicznych tak dalece z sobą splecione, że w niepokojący sposób połączyły się one w aspekcie dekoracyjnym.

### Późne dzieła
W następstwie poważnych problemów zdrowotnych artysta nie był w stanie przyjąć dalszych zleceń publicznych. Ogólnie wzbudzał on wrażenie całkowitego wypalenia wewnętrznego wskutek zmierzenia się ze skomplikowanymi problemami przeszłości. W tym okresie powstały zachowane dzisiaj w Złotej Księdze miasta Kulmbach dyplomy z okazji odwiedzin wybitnych osobistości. Dzięki zaangażowaniu w pracach zarządu parafii ewangelickiej w Kulmbach zwrócił się Lewerenz intensywniej ku tematom opartym na grafice i drobnej sztuce kościelnej. Wówczas to powstały godne uwagi interpretacje ukrzyżowania, które postawiły w centrum uwagi problem odkupienia. Odwiedziny stron rodzinnych na Pomorzu i Prusach Wschodnich w roku 1979, jak też spotkanie z uważanym za zaginionego bratem Erich´em złagodziły ostrość pełnego rozpaczy spojrzenia na przeszłość. Powstały wtedy cykle zajmujące  się powstawaniem i przemijaniem w naturze, i to w tym duchu, że również obrazy były okresowo przemalowywane i zmieniane.
W Kulmbach miała miejsce trwająca ponad pięć dziesięcioleci konfrontacja z architekturą, która do dzisiaj dzięki licznym dziełom plastycznym kształtuje obraz miasta. Obecnie wiele dzieł jest już tylko wytworem minionej epoki i są one we wzrastającej mierze zagrożone zniszczeniem pracami termomodernizacyjnymi.
Lewerenz pozostawił po sobie liczne grafiki i obrazy, które obecnie znajdują się rozproszone w zbiorach prywatnych. Spuścizna znajdująca się w zbiorach Brigitty Lewerenz  zawiera kilka obrazów z ostatniego okresu twórczości, projekty, pamiętniki i pozostawione pisma. Hans Lewerenz zawsze bronił się energicznie przeciwko interpretacji jego dzieł wskazując przy tym na Heideggera:
„ W tych dźwiękach jest artysta osobiście obecny; gdyż obecność mistrza w dziele jest jedynie prawdziwą.” MARTIN HEIDEGGER: Opanowanie.

## Dzieła
- Domy mieszkalne przy ulicy Caspar-Fischer –Straße w Kulmbach: figury ceramiczne około roku 1950
- Piekarnia Schobert, Spitalgasse w Kulmbach: freski fasadowe 1951 (zburzone)
- Piekarnia Dietzel, Osiedle Kulmbach: freski fasadowe 1951
- Pralnia Dr. Dilcher, Kulmbach: freski fasadowe około roku 1952
- Szkoła Max-Hundt-Schule w Kulmbach: 3 reliefy, ceramika około roku 1952
- Ulica Hermann-Limmer-Straße w Kulmbach: medaliony ceramiczne
- Kościół Św. Piotra w Kulmbach: cyferblat, kuty w żelazie, pozłacany ogniowo 1960
- Ulica Hardenbergstraße, Kulmbach: figury ceramiczne na dziedzińcu siedziby AOK około roku 1960
- Browar Reichel, Kulmbach: herb ceramiczny 1963
- Szkoła St.Georg w Bayreuth: mozaika na fasadzie około roku 1963
- Apteka w Kulmbach: projekt figury narożnej jako rzeźby aluminiowej około roku 1965
- Młyn Himmelkron: napis, herb, tabliczka mosiężna 1965
- Gościniec Horn w Grafengehaig: napis na fasadzie 1965
- Dom starców im. Karl´a Herolda´a w Kulmbach: obrazy ścienne 1967
- Starostwo Kulmbach: Herb powiatu, praca w brązie z mozaiką 1969
- Gimnasium Caspar-Vischer-Gymnasium w Kulmbach: Mozaika na dziedzińcu wewnętrznym wspólnie z Caspar´em Walter´em  Rau  1969
- Kasa oszczędnościowa w Kulmbach, sala posiedzeń:obrazy ścienne, kompozycje metalowe 1970
- Szkoła Realschule w Kulmbach: obrazy ścienne 1972
- Szkoła specjalna w Kulmbach: obrazy ścienne, system prowadzący po szkole w formie symboli  1973
- Federalny Zakład Badań Nad Mięsem: seria tablic obrazowych na temat historii przetwórstwa mięsa 1974
- Kościół Mangersreuth: krzyż 1978
- Wpisy do Złotej Księgi miasta Kulmbach w latach 1958-1985

## Literatura
- Sylvia Claus: Harry Rosenthal (1892-1966) Architekt und Designer. Zürich 2006, S. 104.
- Erzbistum Bamberg (Hrsg): Kirchenführer, Chronik von St. Kunigund, Werk des Architekten Josef Lorenz.
- Hans M. Wingler: Das Bauhaus. 4. Auflage, Köln 2002, S. 552.
- Hans Lewerenz †. In: Bayerische Rundschau vom 9. Februar 2006, S. 10.
- Evangelisch in Kulmbach, Nr. 101, vom März 2006, S. 2, Abschied
- Sunder warumbe. Hans Lewerenz In: ibd. Nr. 94, vom Mai/Juni 2005, S. 3
- Christus-Skizze in St. Petri. In: Bayerische Rundschau vom 9. Mai 2007, S. 13.
- AWO Kulmbach (Hrsg): Kunst und Kultur in der Karl-Herold-Seniorenwohnanlage. Broschüre, 2005, S. 20–23.
- Sparkasse Kulmbach (Hrsg):Unser Landkreis Kulmbach. Verlag E.C. Baumann, Kulmbach 1985, S. 89 u. 92, Gemälde „Narrenschiff”, 1969.
- Ein Zeichen ruft eine Gemeinde. In: Begegnung. Brief der evang. luth. Kirchengemeinde Seibelsdorf. Nr. 9 vom 27. November 1974, S. 1–3.
- Zeitschrift für Erlebnispädagogik, Mai 2006, S. 16-18, Outward Bound international global players, Nachruf u. Abb. v. Symbol für Collegium Martinum e.V. Kulmbach.
- Martin Heidegger: Gelassenheit. Günther Neske Verlag, Pfullingen 1959.
- Hans Sedlmayr: Verlust der Mitte. Otto Müller Verlag, Salzburg 1948.